# 香芹酮酸
香芹酮酸（英語：Carvonic acid，或α-亚甲基-4-甲基-5-氧-3-环己烯-1-乙酸）是一种单萜类有机化合物，分子式为C10H12O3，是香芹酮在人体内的代谢产物。